# Motifs tchékhoviens
Pour plus de détails, voir Fiche technique et Distribution.
Motifs tchékhoviens (Чеховские мотивы, Tchekhovskie motivy) est une comédie russo-ukrainienne réalisée par Kira Mouratova et sortie en 2002.
Le film est basé sur deux œuvres d'Anton Tchekhov : la nouvelle Les Gens difficiles et sur la pièce de théâtre Tatiana Repina.

## Fiche technique
- Titre original : Чеховские мотивы, Tchekhovskie motivy
- Titre français : Motifs tchékhoviens
- Réalisation : Kira Mouratova
- Scénario : Evgueni Golubenko et Kira Mouratova d'après Anton Tchekhov
- Costumes : Rouslan Khvastov
- Photographie : Valeri Makhnev
- Montage : Valentina Oleynik
- Musique : Valentyn Sylvestrov
- Pays de production :  Russie -  Ukraine
- Format : Noir et blanc - 35 mm - 1,33:1
- Genre : comédie
- Durée : 110 minutes
- Date de sortie :
  - Russie : 26 juin 2002 (Festival international du film de Moscou 2002)

## Distribution
- Sergey Bekhterev : Evgraf Chiriaev, le père
- Irina Panova : la femme d'Evgraf Chiriaev
- Philip Panov : Piotr, le fils
- Olga Gnedich : Barbara, la fille

## Distinction
- Festival international du film de Moscou 2002 : sélection en compétition